# Stasiun Peluncuran Roket
Stasiun Peluncuran Roket (in italiano Stazione di lancio di razzi), abbreviato in Staspro e conosciuto anche come Centro spaziale LAPAN,  è un sito di lancio di razzi indonesiano gestito dall'Istituto nazionale indonesiano di aeronautica e spazio (LAPAN). Si trova vicino alla piccola città di Pameungpeuk, nella Reggenza di Garut situata nella provincia di Giava occidentale. Il sito di Pameungpeuk è attivo dal 1965 ed è stato principalmente utilizzato per lanciare razzi-sonda.

## Storia
La struttura è stata costruita a partire dal 1963 attraverso la cooperazione tra Indonesia e Giappone. Progettata dallo scienziato giapponese Hideo Itokawa, inizialmente era destinata a studiare l'alta atmosfera utilizzando i razzi-sonda giapponesi Kappa 8. Il primo lancio di un razzo Kappa 8 da Pameungpeuk ha avuto luogo il 7 Agosto 1965.
Dal 1987 il sito di Pameungpeuk è stato utilizzato principalmente per il lancio di razzi-sonda RX (Roket Eksperimental) di progettazione indonesiana. Tra il 1987 e il 2007 sono stati lanciati i razzi-sonda a combustibile solido RX-250-LPN, che possono raggiungere un'altezza massima di 100 Km. Nel 2008 e nel 2009 il sito è stato utilizzato per il lancio di due razzi RX-320 e infine di un razzo RX-420. Quest'ultimo avrebbe dovuto costituire la base del razzo vettore multistadio RPS-420 destinato a collocare in orbita un satellite indonesiano fra il 2010 e il 2014, ma il progetto è stato abbandonato per problemi economici.